# Масткі
Масткі (пол. Mastki) — село в Польщі, у гміні Хонсно Ловицького повіту Лодзинського воєводства.
Населення — 202 особи (2011).
У 1975-1998 роках село належало до Скерневицького воєводства.

## Демографія
Демографічна структура станом на 31 березня 2011 року:
|          | Загалом | Допрацездатний вік | Працездатний вік | Постпрацездатний вік |
| -------- | ------- | ------------------ | ---------------- | -------------------- |
| Чоловіки | 102     | 21                 | 65               | 16                   |
| Жінки    | 100     | 14                 | 58               | 28                   |
| Разом    | 202     | 35                 | 123              | 44                   |